# Coppa Italia 2014/2015
Pohárový ročník Coppa Italia 2014/2015 byl 68. ročník italského poháru. Soutěž začala 10. srpna 2014 a skončila 20. května 2015. Zúčastnilo se jí 78 klubů.
Obhájce z minulého ročníku byl klub SSC Neapol.

## Zúčastněné kluby v tomto ročníku
|  | Kluby ze Serie A |
|  | Kluby ze Serie B |
|  | Kluby z Lega Pro |
|  | Kluby ze Serie D |

| Hrají od osmifinále Kluby ze Serie A | Hrají od 3. kola Kluby ze Serie A | Hrají od 2. kola Kluby ze Serie B a z Lega Pro | Hrají od 1. kola Kluby ze Serie B, z Lega Pro a ze Serie D |
| ------------------------------------ | --------------------------------- | ---------------------------------------------- | ---------------------------------------------------------- |
| AC Milán                             | SS Lazio                          | Crotone FC                                     | FBC Unione Benátky                                         |
| Parma FC                             | Hellas Verona FC                  | Bologna FC 1909                                | Savona FBC                                                 |
| AS Řím                               | Atalanta BC                       | Modena FC                                      | US Lecce                                                   |
| SSC Neapol                           | UC Sampdoria                      | AS Cittadella                                  | Feralpisalò                                                |
| FC Inter Milán                       | Udinese Calcio                    | Delfino Pescara 1936                           | Benevento Calcio                                           |
| ACF Fiorentina                       | Janov CFC                         | Calcio Catania                                 | Società Sportiva Juve Stabia                               |
| Juventus FC                          | Cagliari Calcio                   | SS Virtus Lanciano 1924                        | Vicenza Calcio                                             |
| Turín FC                             | AC ChievoVerona                   | Ternana Calcio                                 | US Cremonese                                               |
|                                      | US Sassuolo Calcio                | Frosinone Calcio                               | AC Pisa 1909                                               |
|                                      | US Città di Palermo               | Carpi FC 1909                                  | Calcio Como                                                |
|                                      | Empoli FC                         | Trapani Calcio                                 | Catanzaro Calcio 2011                                      |
|                                      | AC Cesena                         | AS Livorno Calcio                              | US Salernitana 1919                                        |
|                                      |                                   | AS Varese 1910                                 | FC Südtirol                                                |
|                                      |                                   | Virtus Entella                                 | UC AlbinoLeffe                                             |
|                                      |                                   | AC Perugia Calcio                              | US Città di Pontedera                                      |
|                                      |                                   | Spezia Calcio                                  | AC Monza Brianza 1912                                      |
|                                      |                                   | FC Bari 1908                                   | L'Aquila Calcio 1927                                       |
|                                      |                                   | US Avellino 1912                               | Reggina Calcio                                             |
|                                      |                                   | Brescia Calcio                                 | Casertana FC                                               |
|                                      |                                   | US Latina Calcio                               | AltoVicentino                                              |
|                                      |                                   | Novara Calcio                                  | USD Olginatese                                             |
|                                      |                                   | FC Pro Vercelli 1892                           | ACR Messina 1947                                           |
|                                      |                                   |                                                | AC Renate                                                  |
|                                      |                                   |                                                | SS Teramo Calcio                                           |
|                                      |                                   |                                                | US Alessandria Calcio 1912                                 |
|                                      |                                   |                                                | SS Akragas Città dei Templi                                |
|                                      |                                   |                                                | Matelica                                                   |
|                                      |                                   |                                                | RapalloBogliasco                                           |
|                                      |                                   |                                                | Cosenza Calcio                                             |
|                                      |                                   |                                                | Bassano Virtus 55 Soccer Team                              |
|                                      |                                   |                                                | AC Prato                                                   |
|                                      |                                   |                                                | Correggese                                                 |
|                                      |                                   |                                                | Santarcangelo Calcio                                       |
|                                      |                                   |                                                | Foligno Calcio                                             |
|                                      |                                   |                                                | SSD Terracina Calcio 1925                                  |
|                                      |                                   |                                                | Taranto FC 1927                                            |

## Zápasy

### 1. kolo
Zápasy byly na programu 10. srpna 2014.
Poznámky
|  | Postup do dalšího kola |

| Domácí                       | Výsledek    | Hosté                         |
| ---------------------------- | ----------- | ----------------------------- |
| UC AlbinoLeffe               | 0:1         | AC Renate                     |
| US Città di Pontedera        | 3:1         | ACR Messina 1947              |
| Vicenza Calcio               | 1:2         | Bassano Virtus 55 Soccer Team |
| Società Sportiva Juve Stabia | 1:0         | AC Prato                      |
| Benevento Calcio             | 2:0         | Correggese                    |
| Calcio Como                  | 5:0         | Matelica                      |
| Catanzaro Calcio 2011        | 2:0         | SS Akragas Città dei Templi   |
| Reggina Calcio               | 0:1         | Casertana FC                  |
| US Alessandria Calcio 1912   | 1:0         | US Salernitana 1919           |
| L'Aquila Calcio 1927         | 2:1 (prodl) | AltoVicentino                 |
| AC Pisa 1909                 | 4:0         | RapalloBogliasco              |
| Savona FBC                   | 6:0         | SSD Terracina Calcio 1925     |
| FBC Unione Benátky           | 5:1         | Taranto FC 1927               |
| US Cremonese                 | 3:2         | Cosenza Calcio                |
| Feralpisalò                  | 1:0         | Santarcangelo Calcio          |
| US Lecce                     | 5:0         | Foligno Calcio                |
| FC Südtirol                  | 3:2         | SS Teramo Calcio              |
| AC Monza Brianza 1912        | 2:1         | USD Olginatese                |

### 2. kolo
Zápasy byly na programu 16. - 17. srpna 2014.
| Domácí                  | Výsledek      | Hosté                         |
| ----------------------- | ------------- | ----------------------------- |
| Delfino Pescara 1936    | 1:1 (5:4 pen) | AC Renate                     |
| AS Cittadella           | 2:1           | US Città di Pontedera         |
| AS Livorno Calcio       | 2:4           | Bassano Virtus 55 Soccer Team |
| AS Varese 1910          | 3:2           | Società Sportiva Juve Stabia  |
| Virtus Entella          | 2:2 (5:4 pen) | Benevento Calcio              |
| Frosinone Calcio        | 0:0 (1:3 pen) | Calcio Como                   |
| Brescia Calcio          | 2:1           | FC Pro Vercelli 1892          |
| US Latina Calcio        | 1:1 (4:3 pen) | Novara Calcio                 |
| Ternana Calcio          | 2:1           | Catanzaro Calcio 2011         |
| Crotone FC              | 0:0 (3:4 pen) | Casertana FC                  |
| SS Virtus Lanciano 1924 | 1:0           | US Alessandria Calcio 1912    |
| Bologna FC 1909         | 1:2 (prodl)   | L'Aquila Calcio 1927          |
| AC Pisa 1909            | 2:1           | Carpi FC 1909                 |
| FC Bari 1908            | 2:1           | Savona FBC                    |
| US Avellino 1912        | 2:0           | FBC Unione Benátky            |
| Trapani Calcio          | 1:2           | US Cremonese                  |
| AC Perugia Calcio       | 2:0           | Feralpisalò                   |
| Spezia Calcio           | 1:0           | US Lecce                      |
| Calcio Catania          | 1:0           | FC Südtirol                   |
| Modena FC               | 0:0 (3:2 pen) | AC Monza Brianza 1912         |

### 3. kolo
Zápasy byly na programu 21. - 24. srpna 2014.
| Domácí                  | Výsledek    | Hosté                         |
| ----------------------- | ----------- | ----------------------------- |
| Delfino Pescara 1936    | 1:0         | AC ChievoVerona               |
| US Sassuolo Calcio      | 4:1         | AS Cittadella                 |
| SS Lazio                | 7:0         | Bassano Virtus 55 Soccer Team |
| AS Varese 1910          | 1:0         | Virtus Entella                |
| UC Sampdoria            | 4:1         | Calcio Como                   |
| Brescia Calcio          | 1:0         | US Latina Calcio              |
| Udinese Calcio          | 5:1         | Ternana Calcio                |
| AC Cesena               | 1:0         | Casertana FC                  |
| SS Virtus Lanciano 1924 | 0:1         | Janov CFC                     |
| Empoli FC               | 3:0         | L'Aquila Calcio 1927          |
| Atalanta BC             | 2:0         | AC Pisa 1909                  |
| FC Bari 1908            | 1:2         | US Avellino 1912              |
| Hellas Verona FC        | 3:0         | US Cremonese                  |
| AC Perugia Calcio       | 2:1 (prodl) | Spezia Calcio                 |
| Cagliari Calcio         | 2:0         | Calcio Catania                |
| US Città di Palermo     | 0:3         | Modena FC                     |

### 4. kolo
Zápasy byly na programu 2. - 4. prosince 2014.
| Domácí             | Výsledek      | Hosté                |
| ------------------ | ------------- | -------------------- |
| US Sassuolo Calcio | 1:0           | Delfino Pescara 1936 |
| SS Lazio           | 3:0           | AS Varese 1910       |
| UC Sampdoria       | 2:0           | Brescia Calcio       |
| Udinese Calcio     | 4:2 (prodl)   | AC Cesena            |
| Empoli FC          | 2:0           | Janov CFC            |
| Atalanta BC        | 2:0           | US Avellino 1912     |
| Hellas Verona FC   | 1:0           | AC Perugia Calcio    |
| Cagliari Calcio    | 4:4 (5:4 pen) | Modena FC            |

### Osmifinále
Zápasy byly na programu 13. - 22. ledna 2015.
| Domácí         | Výsledek      | Hosté              |
| -------------- | ------------- | ------------------ |
| AC Milán       | 2:1           | US Sassuolo Calcio |
| Turín FC       | 1:3           | SS Lazio           |
| FC Inter Milán | 2:0           | UC Sampdoria       |
| SSC Neapol     | 2:2 (5:4 pen) | Udinese Calcio     |
| AS Řím         | 2:1 (prodl)   | Empoli FC          |
| ACF Fiorentina | 3:1           | Atalanta BC        |
| Juventus FC    | 6:1           | Hellas Verona FC   |
| Parma FC       | 2:1           | Cagliari Calcio    |

### čtvrtfinále
Zápasy byly na programu 27. ledna - 4. února 2015.
| Domácí     | Výsledek | Hosté          |
| ---------- | -------- | -------------- |
| AC Milán   | 0:1      | SS Lazio       |
| SSC Neapol | 1:0      | FC Inter Milán |
| AS Řím     | 0:2      | ACF Fiorentina |
| Parma FC   | 0:1      | Juventus FC    |

### semifinále
Zápasy č. 1 byly na programu 4. - 5. března 2015, zápasy č. 2 byly na programu 7. - 8. dubna 2015.
| Domácí      | Výsledek č. 1 | Výsledek č. 2 | Hosté          |
| ----------- | ------------- | ------------- | -------------- |
| SS Lazio    | 1:1           | 1:0           | SSC Neapol     |
| Juventus FC | 1:2           | 3:0           | ACF Fiorentina |

### Finále
| 20. 5. 2015 20:45 CEST                     |                 |                |                                                                      |
| Juventus FC                                | 2 : 1 v (prodl) | SS Lazio       | Stadio Olimpico, Řím, Itálie diváci: 60 000 rozhodčí: Daniele Orsato |
| Giorgio Chiellini 11' Alessandro Matri 97' |                 | Ștefan Radu 4' | Stadio Olimpico, Řím, Itálie diváci: 60 000 rozhodčí: Daniele Orsato |

## Vítěz
| Coppa Italia 2014/15 Juventus FC (10. titul) |